# Ligne ferroviaire régionale du Latium FL2
La ligne FL2 (FR2 jusqu'en 2012) est le nom d'une ligne du service ferroviaire régional du Latium, intégré au Service ferroviaire suburbain de Rome. 

## Histoire
La ligne régionale FL2 emprunte le tracé national de la ligne Rome-Sulmona-Pescara.

## Gares
| Gare                            | Commune             | Ouverture | Correspondance | Note                                                 | Zone de tarification, |
| ------------------------------- | ------------------- | --------- | -------------- | ---------------------------------------------------- | --------------------- |
| Tivoli                          | Tivoli              | 1884      | COTRAL         |                                                      | B                     |
| Marcellina-Palombara            | Marcellina          | 1888      |                |                                                      | B                     |
| Guidonia-Montecelio-Sant'Angelo | Guidonia Montecelio | 1887      |                |                                                      | B                     |
| Bagni di Tivoli                 | Tivoli              | 1887      | COTRAL         | Billetterie · Bar                                    | B                     |
| Lunghezza                       | Rome                | 1887      | ATAC           | Début de la zone urbaine de Rome                     | A                     |
| Salone                          | Rome                |           |                |                                                      | A                     |
| La Rustica U.I.R.               | Rome                | 2005      |                |                                                      | A                     |
| La Rustica Città                | Rome                | 2007      | ATAC           | Escalator · Ascenseur                                | A                     |
| Tor Sapienza                    | Rome                | 2007      | ATAC           | Escalator · Ascenseur                                | A                     |
| Palmiro Togliatti               | Rome                | 2007      | ATAC           | Ascenseur                                            | A                     |
| Serenissima                     | Rome                | 2007      | ATAC           | Escalator · Ascenseur                                | A                     |
| Rome-Prenestina                 | Rome                | 1887      | ATAC           | Ascenseur · Bar                                      | A                     |
| Rome-Tiburtina                  | Roma                |           | ATAC COTRAL    | Biglietteria · Scale mobili · Ascenseur · Bar · Taxi | A                     |